# بلال حسين (لاعب كرة قدم)
بلال حسين (بالسويدية: Bilal Hussein) هو لاعب كرة قدم سويدي في مركز الوسط، ولد في 22 أبريل 2000 في ستوكهولم في السويد. شارك مع منتخب السويد تحت 17 سنة لكرة القدم ومنتخب السويد تحت 21 سنة لكرة القدم. أما مع النوادي، فقد لعب مع أيك سولنا.

## وصلات خارجية
- بلال حسين (لاعب كرة قدم) على موقع الاتحاد الأوربي (الإنجليزية)
- بلال حسين (لاعب كرة قدم) على موقع اتحاد السويد (السويدية)
- بلال حسين (لاعب كرة قدم) على موقع قاعدة بيانات كرة القدم.إي يو (الإنجليزية)
- بلال حسين (لاعب كرة قدم) على موقع Soccerway.com (الإنجليزية)
- بلال حسين (لاعب كرة قدم) على موقع عالم كرة القدم.نت (الإنجليزية)